# Sirotanska tehnologija
Sirotanska tehnologija je opisni izraz za računalne proizvode, programe i platforme koje su njihovi izvorni razvijatelji napustili. Pojam se odnosi na softver kao što je abandonware ili starinski softver, ali i na sklopovlje. U standardima i dokumentaciji računalnog softvera, deprekacija je postupno napuštanje nekog softvera ili programskog jezika.
Korisnici superiornih tehnologija koje se povuklo s tržišta mogu birati između dviju mogućnosti: održavati njihova okružja u nekom obliku emulacije ili prebaciti se na druge proizvode koji imaju aktivnu podršku (održavanje, razvijanje, osvježavanje, nadogradnje) izgubivši pritom mogućnosti napuštenog softvera.
Primjeri sirotanske tehnologije su:
- Amiga
- serija računala Apple II
- Apple Lisa
- Newton PDA (Apple Newton)
- CP/M
- Commodore 64
- mikroprocesor DEC Alpha
- HyperCard
- Lisp-stroj
- Classic Mac OS
- Microsoft Bob
- NeXT i NeXTSTEP
- OpenDoc
- OS/2
- vizualni programski sustav Prograph

## Usporedi
- abandonware
- deprekacija

## Vanjske poveznice
- (eng.) Orphaned Technology: Factors Inhibiting the Use of Data Management Software at a Northern California Middle School  Arhivirana inačica izvorne stranice od 14. lipnja 2007. (Wayback Machine)
- (eng.) Je li DHTML mrtav?  Arhivirana inačica izvorne stranice od 27. rujna 2011. (Wayback Machine)